# Championnats de France de natation 2007
Les Championnats de France de natation en grand bassin 2007 se déroulent du 24 au 28 juin 2007 à Saint-Raphaël dans le Var. La nageuse Laure Manaudou et le nageur Sébastien Rouault sont les plus médaillés à l'issue de ces championnats : 7 médailles d'or et 1 de bronze pour la championne olympique du 400 m, 4 titres et 1 médaille de bronze pour le vice-champion d'Europe du 1500 m. 

## Les performances

### 1rejournée
Dès la première journée de compétition, le sprinteur Alain Bernard marque les esprits en établissant un nouveau record de France du 50 m nage libre. L'ancienne marque du Marseillais Frédérick Bousquet (21 s 99) est ainsi abaissée à 21 s 76. Ce temps n'est qu'à 12 centièmes du record du monde du Russe Alexander Popov et constitue la 3e performance de tous les temps.
Chez les dames, Laure Manaudou conserve son titre sur 800 m nage libre non sans difficultés. Par ailleurs, elle prend la troisième place sur 200 m papillon dans une course dominée par Aurore Mongel.

### 2ejournée
Comme la veille, le nageur du CN Antibes Alain Bernard réalise la performance du jour. Avec un chrono de 48 s 12 sur 100 m nage libre, il réalise le doublé 50 m et 100 m, bat le record de France (ancienne marque en 48 s 56) et devient le deuxième nageur le plus rapide de l'histoire sur la distance derrière le Néerlandais Pieter van den Hoogenband et à égalité avec l'Italien Filippo Magnini. Sur 50 m dos, Camille Lacourt bat deux fois le record de France et obtient le titre national. Enfin, Sébastien Rouault obtient son second titre en deux jours sur 400 m 4 nages avec le record de France à la clé.
Alena Popchanka remporte de son côté le titre sur la distance reine du 100 m nage libre en devançant Céline Couderc (qui approche les 55 secondes) et la détentrice du record de France Malia Metella. Laure Manaudou obtient son second titre après celui obtenu sur 800 m nage libre. Enfin, les jeunes Camille Muffat et Coralie Dobral obtiennent la médaille d'or sur 400 m 4 nages et 200 m brasse (records personnels pour les deux).

### 3ejournée
Cette troisième journée est marquée par la performance de Laure Manaudou sur sa discipline de prédilection : le 400 m nage libre. Elle remporte le titre national assez facilement et se rapproche à un peu plus d'une seconde de son record du monde. Avec le titre sur le relais 4 × 100 m nage libre, elle conquiert son quatrième titre depuis le début de la compétition. Sébastien Rouault remporte quant à lui son troisième titre sur 400 m nage libre. Frédérick Bousquet et Alena Popchanka gagnent les titres masculin et féminin sur 100 m papillon. Enfin, on peut noter la seconde performance française de l'histoire sur 100 m nage libre réalisée par Fabien Gilot lors du premier relais de l'épreuve du 4 × 100 m nage libre. Il réalise un temps de 48 s 49, non loin de la performance réalisée par Alain Bernard la veille.

### 4ejournée
Laure Manaudou signe son cinquième succès depuis le début de ces championnats en remportant le 200 m nage libre (1 min 57 s 48, le troisième chrono de sa carrière). Camille Muffat fait le doublé 200 m et 400 m 4 nages tandis que Hugues Duboscq et Anne-Sophie Le Paranthoen remportent les titres sur 100 m brasse.

### 5ejournée
Lors de cette dernière journée de compétition, Laure Manaudou remporte son sixième titre sur 100 m dos (le 31e titre nataional de sa carrière) devant Esther Baron. La championne du monde junior Aurélie Muller chez les femmes et Sébastien Rouault chez les hommes gagnent le 1500 m. Le nageur remporte ainsi son quatrième titre lors de ces championnats. 

## Podiums

### Hommes
| Discipline           | Or                                                                           | Temps            | Argent                                                                              | Temps          | Bronze                                                                                        | Temps            |
| Nage libre           |                                                                              |                  |                                                                                     |                |                                                                                               |                  |
| 50 m                 | Alain Bernard CN Antibes                                                     | 21 s 76 RF       | David Maître CS Clichy 92                                                           | 22 s 34        | Frédérick Bousquet CN Marseille                                                               | 22 s 36          |
| 100 m                | Alain Bernard CN Antibes                                                     | 48 s 12 RF       | Fabien Gilot CN Marseille                                                           | 48 s 85        | Frédérick Bousquet CN Marseille                                                               | 49 s 52          |
| 200 m                | Grégory Mallet CN Marseille                                                  | 1 min 49 s 73    | Amaury Leveaux Mulhouse ON                                                          | 1 min 49 s 81  | Benjamin Stasiulis Mulhouse ON                                                                | 1 min 49 s 83    |
| 400 m                | Sébastien Rouault CNO Saint-Germain-en-Laye                                  | 3 min 50 s 28    | Nicolas Rostoucher Canet 66 natation                                                | 3 min 51 s 76  | Sébastien Fraysse SN Versailles                                                               | 3 min 54 s 58    |
| 800 m                | Sébastien Rouault CNO Saint-Germain-en-Laye                                  | 7 min 52 s 26 RC | Anthony Pannier CN Braud St-Louis                                                   | 7 min 58 s 02  | Nicolas Rostoucher Canet 66 natation                                                          | 8 min 03 s 32    |
| 1500 m               | Sébastien Rouault CNO Saint-Germain-en-Laye                                  | 15 min 04 s 77   | Nicolas Rostoucher Canet 66 natation                                                | 15 min 21 s 18 | Anthony Pannier CN Braud St-Louis                                                             | 15 min 25 s 46   |
| Dos                  |                                                                              |                  |                                                                                     |                |                                                                                               |                  |
| 50 m                 | Camille Lacourt Canet 66 natation                                            | 25 s 46 RF       | Benjamin Stasiulis Mulhouse ON                                                      | 26 s 20        | Pierre Roger CN Melun Val de Seine                                                            | 26 s 73          |
| 100 m                | Camille Lacourt Canet 66 natation                                            | 55 s 39          | Benjamin Stasiulis Mulhouse ON                                                      | 55 s 47        | Pierre Roger CN Melun Val de Seine                                                            | 55 s 83          |
| 200 m                | Pierre Roger CN Melun Val de Seine                                           | 2 min 00 s 18    | Camille Lacourt Canet 66 natation                                                   | 2 min 00 s 85  | Benjamin Stasiulis Mulhouse ON                                                                | 2 min 01 s 59    |
| Brasse               |                                                                              |                  |                                                                                     |                |                                                                                               |                  |
| 50 m                 | Hugues Duboscq CN Le Havre                                                   | 28 s 64          | Tony de Pellegrini Aviron Bayonnais Natation                                        | 28 s 89        | Giacomo Perez-Dortona AS Cachalots Six-Fours                                                  | 29 s 27          |
| 100 m                | Hugues Duboscq CN Le Havre                                                   | 1 min 01 s 80    | Tony de Pellegrini Aviron Bayonnais Natation                                        | 1 min 03 s 14  | Fabien Horth Aqua Club Pontault-Roissy                                                        | 1 min 03 s 24    |
| 200 m                | Hugues Duboscq CN Le Havre                                                   | 2 min 14 s 20    | Fabien Horth Aqua Club Pontault-Roissy                                              | 2 min 15 s 43  | Julien Nicolardot Mulhouse ON                                                                 | 2 min 15 s 91    |
| Papillon             |                                                                              |                  |                                                                                     |                |                                                                                               |                  |
| 50 m                 | Frédérick Bousquet CN Marseille                                              | 23 s 95          | Antoine Galavtine Stade Français O Courbevoie                                       | 24 s 30        | Romain Sassot Lyon Natation                                                                   | 24 s 72          |
| 100 m                | Frédérick Bousquet CN Marseille                                              | 53 s 65          | Amaury Leveaux Mulhouse ON                                                          | 53 s 69        | Christophe Lebon CN Antibes                                                                   | 54 s 09          |
| 200 m                | Pierre Roger CN Melun Val de Seine                                           | 1 min 59 s 25    | Christophe Lebon CN Antibes                                                         | 1 min 59 s 60  | Clément Lefert Olympic Nice Natation                                                          | 2 min 00 s 68    |
| 4 nages              |                                                                              |                  |                                                                                     |                |                                                                                               |                  |
| 200 m                | Pierre Henri CN Melun Val de Seine                                           | 2 min 02 s 92    | Nicolas Rostoucher Canet 66 natation                                                | 2 min 04 s 54  | Romain Maire Alliance Dijon natation                                                          | 2 min 04 s 81    |
| 400 m                | Sébastien Rouault CNO Saint-Germain-en-Laye                                  | 4 min 16 s 99 RF | Pierre Henri CN Melun Val de Seine                                                  | 4 min 18 s 44  | Nicolas Rostoucher Canet 66 natation                                                          | 4 min 21 s 30    |
| Relais               |                                                                              |                  |                                                                                     |                |                                                                                               |                  |
| 4 × 100 m nage libre | CN Marseille Fabien Gilot Grégory Mallet William Meynard Frédérick Bousquet  | 3 min 15 s 54 RF | CN Antibes Boris Steimetz Matthieu Madelaine Joris Hustache Alain Bernard           | 3 min 18 s 30  | Lagardère Paris Racing Salim Giles Sébastien Bodet Kévin Munier Ross Paul Davenport           | 3 min 19 s 30    |
| 4 × 200 m nage libre | CN Marseille William Meynard Grégory Mallet Romain Caffet Fabien Gilot       | 7 min 18 s 03 RF | Lagardere Paris Racing David Carry Roos Paul Davenport Sébastien Bodet Kévin Munier | 7 min 21 s 83  | CNO Saint-Germain-en-Laye Thomas Guillon Vincent Delafont Vincent Cantrelle Sébastien Rouault | 7 min 30 s 25    |
| 4 × 100 m 4 nages    | CN Marseille Jonathan Massacand James Gibson Frédérick Bousquet Fabien Gilot | 3 min 39 s 78 RC | CS Clichy 92 Matthew Clay Darren Mew Matthew Bowe Cameron Gibson                    | 3 min 42 s 92  | Mulhouse ON Benjamin Stasiulis Julien Nicolardot Amaury Leveaux Guillaume Strohmeyer          | 3 min 43 s 05 RF |

### Femmes
| Discipline           | Or                                                                               | Temps            | Argent                                                                                 | Temps          | Bronze                                                                                  | Temps          |
| Nage libre           |                                                                                  |                  |                                                                                        |                |                                                                                         |                |
| 50 m                 | Malia Metella Dauphins Toulouse OEC                                              | 25 s 21          | Céline Couderc CN Cévennes Alès                                                        | 25 s 32        | Alena Popchanka CS Clichy 92                                                            | 25 s 78        |
| 100 m                | Alena Popchanka CS Clichy 92                                                     | 54 s 75          | Céline Couderc CN Cévennes Alès                                                        | 55 s 02        | Malia Metella Dauphins Toulouse OEC                                                     | 55 s 28        |
| 200 m                | Laure Manaudou Canet 66 natation                                                 | 1 min 57 s 48    | Alena Popchanka CS Clichy 92                                                           | 1 min 59 s 18  | Coralie Balmy Dauphins Toulouse OEC                                                     | 1 min 59 s 36  |
| 400 m                | Laure Manaudou Canet 66 natation                                                 | 4 min 03 s 38    | Coralie Balmy Dauphins Toulouse OEC                                                    | 4 min 09 s 67  | Sophie Huber CN Sarreguemines                                                           | 4 min 12 s 37  |
| 800 m                | Laure Manaudou Canet 66 natation                                                 | 8 min 31 s 26    | Coralie Balmy Dauphins Toulouse OEC                                                    | 8 min 32 s 01  | Sophie Huber CN Sarreguemines                                                           | 8 min 32 s 20  |
| 1500 m               | Aurélie Muller CN Sarreguemines                                                  | 16 min 27 s 97   | Charlène Neufcoeur Charleville-Mézières Natation                                       | 16 min 41 s 72 | Madelaine Diguet CSN Guyancourt                                                         | 16 min 49 s 37 |
| Dos                  |                                                                                  |                  |                                                                                        |                |                                                                                         |                |
| 50 m                 | Laure Manaudou Canet 66 natation                                                 | 28 s 93          | Alexandra Putra Dauphins Toulouse OEC                                                  | 29 s 35        | Esther Baron Canet 66 natation                                                          | 29 s 43        |
| 100 m                | Laure Manaudou Canet 66 natation                                                 | 1 min 01 s 22    | Esther Baron Canet 66 natation                                                         | 1 min 01 s 71  | Alexandra Putra Dauphins Toulouse OEC                                                   | 1 min 02 s 65  |
| 200 m                | Esther Baron Canet 66 natation                                                   | 2 min 10 s 69    | Alexandra Putra Dauphins Toulouse OEC                                                  | 2 min 13 s 02  | Alexiane Castel Dauphins Toulouse OEC                                                   | 2 min 13 s 82  |
| Brasse               |                                                                                  |                  |                                                                                        |                |                                                                                         |                |
| 50 m                 | Anne-Sophie Le Paranthoën CN Marseille                                           | 32 s 01          | Fanny Babou CNS St-Esteve                                                              | 32 s 83        | Céline Baillod CN Chalon-sur-Saône                                                      | 33 s 16        |
| 100 m                | Anne-Sophie Le Paranthoën CN Marseille                                           | 1 min 09 s 37    | Coralie Dobral Canet 66 natation                                                       | 1 min 10 s 91  | Fanny Babou CNS Esteve                                                                  | 1 min 11 s 07  |
| 200 m                | Coralie Dobral Canet 66 natation                                                 | 2 min 28 s 90    | Sophie de Ronchi ES Massy Natation                                                     | 2 min 32 s 82  | Fanny Babou CNS St-Esteve                                                               | 2 min 34 s 07  |
| Papillon             |                                                                                  |                  |                                                                                        |                |                                                                                         |                |
| 50 m                 | Malia Metella Dauphins Toulouse OEC                                              | 27 s 38          | Diane Bui-Duyet Olympique Nouméa                                                       | 27 s 47        | Angéla Tavernier CN Marseille                                                           | 27 s 71        |
| 100 m                | Alena Popchanka CS Clichy 92                                                     | 59 s 11          | Aurore Mongel Mulhouse ON                                                              | 59 s 84        | Malia Metella Dauphins Toulouse OEC                                                     | 1 min 00 s 31  |
| 200 m                | Aurore Mongel Mulhouse ON                                                        | 2 min 10 s 63    | Magali Rousseau Canet 66 natation                                                      | 2 min 10 s 87  | Laure Manaudou Canet 66 natation                                                        | 2 min 12 s 73  |
| 4 nages              |                                                                                  |                  |                                                                                        |                |                                                                                         |                |
| 200 m                | Camille Muffat Olympic Nice Natation                                             | 2 min 14 s 87    | Cylia Vabre Lyon Natation                                                              | 2 min 15 s 53  | Joanne Andraca AC Hyères                                                                | 2 min 16 s 07  |
| 400 m                | Camille Muffat Olympic Nice Natation                                             | 4 min 47 s 89    | Cylia Vabre Lyon Natation                                                              | 4 min 49 s 59  | Charlène Neufcoeur Charleville-Mézières Natation                                        | 4 min 50 s 76  |
| Relais               |                                                                                  |                  |                                                                                        |                |                                                                                         |                |
| 4 × 100 m nage libre | Canet 66 natation Margaux Fabre Gabriella Fagundez Laure Manaudou Esther Baron   | 3 min 46 s 04    | CN Marseille Elsa N'Guessan Tatiana Rouba Anne-Sophie Le Paranthoën Angéla Tavernier   | 3 min 46 s 12  | Dauphins Toulouse OEC Alexandra Putra Coralie Balmy Marie Sophie Castelle Malia Metella | 3 min 50 s 76  |
| 4 × 200 m nage libre | Dauphins Toulouse OEC Malia Metella Alexandra Putra Marilyn Cadour Coralie Balmy | 8 min 13 s 88 RF | CN Marseille Tatiana Rouba Elsa N'Guessan Marine Dimitroff Angéla Tavernier            | 8 min 13 s 90  | Canet 66 natation Magali Rousseau Esther Baron Eva Berglund Justine Weyders             | 8 min 16 s 40  |
| 4 × 100 m 4 nages    | Canet 66 natation Laure Manaudou Coralie Dobral Magali Rousseau Esther Baron     | 4 min 08 s 95 RF | CN Marseille Elizabeth Longhill Anne-Sophie Le Paranthoën Tatiana Rouba Elsa N'Guessan | 4 min 10 s 41  | Dauphins Toulouse OEC Alexandra Putra Laura Xaumier Rigal Malia Metella Coralie Balmy   | 4 min 14 s 39  |

## Légende
- RF : Record de France.
- RC : Record des championnats de France.
- Les notes indiquent que le nageur ou la nageuse a été devancé(e) par un sportif étranger qui participait à la course mais qui n'a pas remporté de médaille.